# Diospyros sandwicensis
Diospyros sandwicensis — плодовое дерево семейства Эбеновые (Ebenaceae), вид рода Хурма.
Гавайское название — лама (гав. Lama).

## Распространение
Diospyros sandwicensis является эндемиком Гавайских островов и встречается на большинстве островов архипелага, кроме островов Кахоолаве и Ниихау. Встречается в сухих, умеренных и влажных лесах, иногда в качестве доминирующего растения. Произрастает на разных высотах: от 5 до 1220 м.

## Биологическое описание
Diospyros sandwicensis — небольшое, медленно растущее вечнозелёное дерево высотой в 6—12 м и диаметром ствола в 0,3 м. Кора черноватого или тёмно-серого цвета, тонкая. Древесина розоватая, с прожилками. Заболонь широкая и белая. Сердцевина красновато-коричневая с более красными и более жёлтыми участками.
Листья тонкие, продолговатые или эллиптические по форме, бледно-зелёного цвета. Нижняя поверхность светлее верхней. Длина листа —3—6 см, ширина — 1,5—3 см. Растут, чередуясь, в два ряда по почти горизонтальным веткам. Черешки листа короткие (до 6 мм), коричневые и ворсистые.
Цветки беловатые, преимущественно одиночные. Diospyros sandwicensis — двудомное растение, поэтому женские и мужские цветки находятся на разных особях. Цветки почти бесчерешковые у основания листа. Длина составляет около 6 мм. Мужские цветки имеют ворсистую трубчатую чашечку с 3—4 лепестками и трубчатый колоколообразный беловатый венчик с тремя лепестками. Количество тычинок — 12—18 штук. Женские цветки имеют чашечку, венчик и пестик с трёхгнёздной завязью.
Плоды — съедобные фрукты яйцевидной или эллиптической формы и длиной в 15—20 мм. Цвет варьирует от жёлтого до оранжевого. Количество семян в плоде — 1—2 штуки, длиной в 15 мм, коричневого цвета. Наибольшее изобилие плодов на зрелом дереве наблюдается в феврале. Вкус сладкий. Незрелые плоды с вяжущей мякотью.

## Использование
Древние гавайцы использовали белую древесину Diospyros sandwicensis в качестве блоков при строительстве алтарей, символизировавших богиню Лака. В настоящее время древесина дерева не имеет практического назначения.
Кроме того, растение имеет медицинское назначение, хотя оно никогда не используется в качестве основного лекарственного растения. Вместе с другими растениями используется при порезах, нарывах, ушибах и герпесе.